# Albany (contea di Berks)
Albany  è una township degli Stati Uniti d'America, nella contea di Berks nello Stato della Pennsylvania. Secondo il censimento del 2000 la popolazione è di 1.662 abitanti.

## Società

### Evoluzione demografica
La composizione etnica vede una maggioranza della razza bianca (98,80%), seguita da quella asiatica (0,42%) dati del 2000.
| township di Albany Popolazione |       |
| 2000                           | 1.662 |
| Stima al 2009                  | 1.720 |